# Les Rues-des-Vignes
Rues-des-Vignes – miejscowość i gmina we Francji, w regionie Hauts-de-France, w departamencie Nord.
Według danych na rok 1990 gminę zamieszkiwało 720 osób, a gęstość zaludnienia wynosiła 40 osób/km² (wśród 1549 gmin regionu Nord-Pas-de-Calais Rues-des-Vignes plasuje się na 657. miejscu pod względem liczby ludności, natomiast pod względem powierzchni na miejscu 81.).
W 717 roku pod Rues-des-Vignes rozegrała się bitwa między armią Karola Młota a armią Chilperyka II.